# Lubušské vojvodství
Lubušské vojvodství (polsky Województwo lubuskie) je jeden ze šestnácti vyšších územních samosprávných celků Polska zřízených při správní reformě v roce 1998. Nachází se na západě země u hranic s Německem na pomezí  čtyř historických regionů: Slezska, braniborské Nové marky, Velkopolska a Dolní Lužice. Sídlem vojvody (vládní správy) je město Gorzów Wielkopolski a samosprávných orgánů (maršálek a zastupitelstvo) Zelená Hora. Je totožné s regionem soudržnosti NUTS-2.

## Historické regiony aLubušsko
Lubušské vojvodství zahrnuje části několika historických zemí, které před rokem 1945 nikdy netvořily jeden celek. Jsou to:
- severozápadní část Dolního Slezska: Zelená Hora, Nowa Sól, Zaháň
- jižní polovina braniborské Nové marky: Gorzów Wielkopolski[pozn. 1], Kostřín, Słubice, Drezdenko
- západní okraj Velkopolska: Babimost, Międzyrzecz, Skwierzyna, Wschowa
- polský díl Dolní Lužice: Gubin, Żary, Łęknica

Nová marka na sklonku 15. století

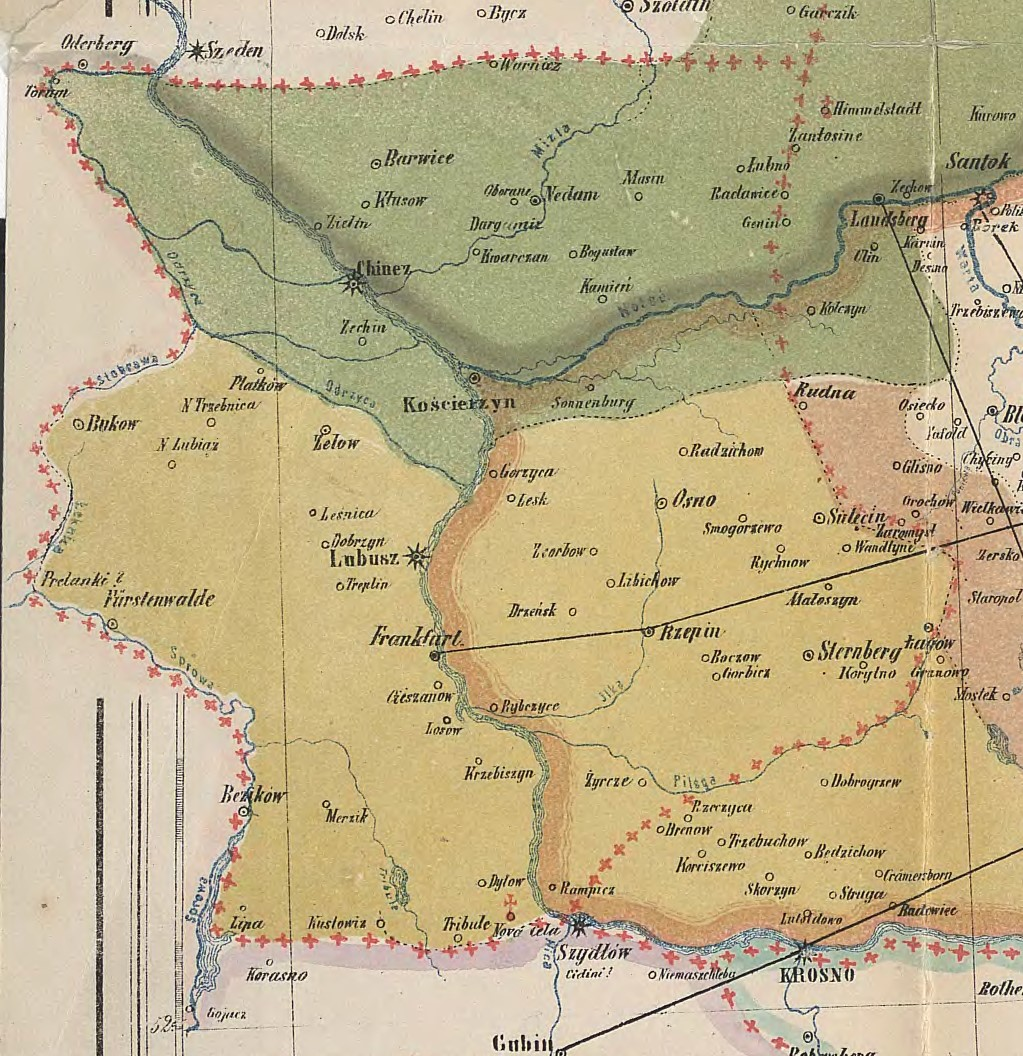
Lubušsko ve středověku

Zemská příslušnost centrální části vojvodství s městy Świebodzin, Krosno Odrzańskie a Sulechów je sporná: jedná se o původně slezská území, která na sklonku 15. století (Krosno, Sulechów), případně na začátku 19. století (Świebodzin), připadla Braniborsku.
Na základě Jaltské a Postupimské konference byla určena nová východní hranice Německa na Odře a Lužické Nise. Inkriminované území připadlo socialistickému Polsku a proběhla na něm téměř úplná výměna obyvatelstva. Ze začátku bylo spravováno v rámci Obvodu II. Dolní Slezsko (jižní část) a Obvodu III. Západní Pomořansko (severní část), načež v září 1945 došlo k přičlenění podstatné jeho části s Gorzówem a Zelenou Horou k Poznaňskému vojvodství a zbytku v červnu 1946 k Vratislavskému.
V roce 1950 vzniklo „staré“ Zelenohorské vojvodství a byl tak poprvé v dějinách vytvořen administrativní celek v hrubých rysech odpovídající dnešnímu Lubušskému vojvodství (patřil k němu navíc okres Hlohov). Při zavedení 49 „malých krajů“ roku 1975 došlo k jeho rozdělení mezi Gorzówské a „nové“ Zelenohorské s výjimkou Wschowy, která odteď spadala pod Lešno, a Hlohova přičleněného k Lehnickému vojvodství.
Správní reforma z roku 1998 vlastně obnovila Zelenohorské vojvodství z období 1950–1975 (vyjma Hlohova), přičemž Gorzów Wielkopolski se stal jeho druhým hlavním městem a název byl změněn na kvazihistorický. Ten je odvozen od městečka Lubuš (Lebus), které nyní leží mimo jeho území na německém břehu Odry a ve středověku bylo centrem kmenového území slovanských Lubušanů, na něž se polská poválečná propaganda odvolávala při odůvodňování svých historických nároků na „znovuzískaná území“. Lubušsko v tom smyslu tvořila oblast na Odře mezi ústím Lužické Nisy a Noteće, zahrnovalo tedy zhruba severozápadní čtvrtku dnešního vojvodství.
Po druhé světové válce a zejména po roce 1998 byl termín Lubušsko (polsky Ziemia Lubuska) oprášen a získal nový význam jakožto synonymum pro území celého Lubušského (dříve Zelenohorského) vojvodství, které dnes fakticky tvoří jednu funkční oblast a vzhledem k poválečné výměně populace a vymizelé braniborské, lužické či slezské identitě současných obyvatel se také stává novým kulturně-zeměpisným regionem na mapě Polska.

## Geografie

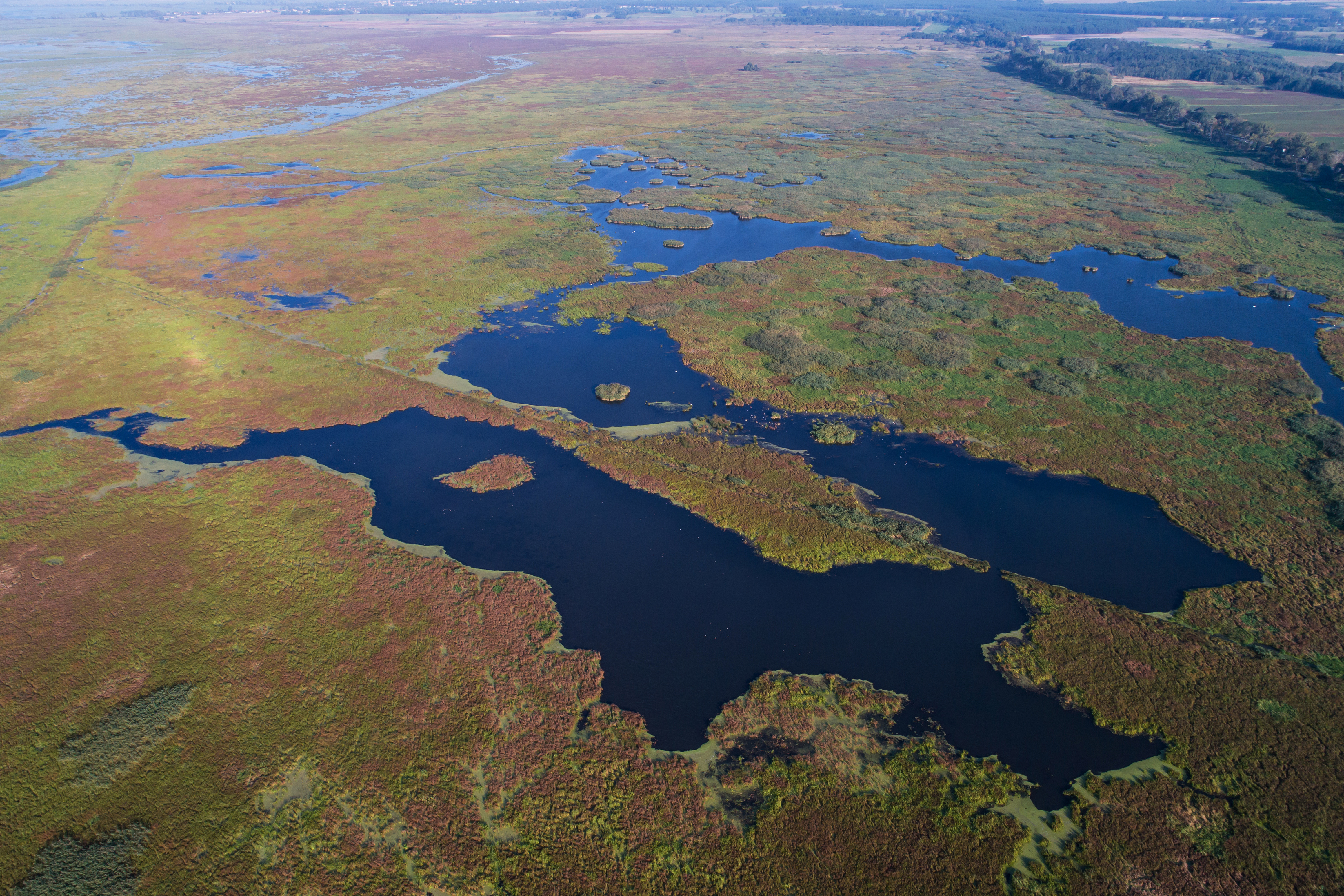
Krajina v Národním parku Ústí Warty poblíž Kostřína

Lubušské vojvodství má rozlohu 13 987,93 km². V červnu 2020 čítalo 1 010 177 obyvatel a je tak po Opolským druhým nejméně lidnatým polským vojvodstvím. Míra urbanizace činí 64,95 %, hustota zalidnění je na polské poměry značně podprůměrná (72,21 obyv./km²).
Nachází se na západě Polska a sousedí:
- na západě se spolkovými zeměmi Braniborsko a Sasko v Německu, délka hranice je 195,6 km;
- na jihu s Dolnoslezským vojvodstvím, délka hranice je 224,4 km;
- na východě s Velkopolským vojvodstvím, délka hranice 278,3 km;
- na severu se Západopomořanským vojvodstvím, délka hranice je 206,2 km;

Celé území vojvodství se rozkládá v nížinných oblastech, které jsou součástí Středoevropské nížiny, přesněji Středopolských nížin nebo Jihobalstského pojezeří.  Míra zalesnění je s odstupem nejvyšší v Polsku – v roce 2018 činila 49,3 %. V Lubušském vojvodství se nachází Národní park Ústí Warty, část Drawenského národního parku a dále osm chráněných krajinných oblastí (park krajobrazowy). Z více než 500 jezer jsou největší Sławskie v okrese Wschowa, Niesłysz poblíž Świebodzina a Osiek u městečka Dobiegniew. Vodní plochy představují přes 9 % území vojvodství.

## Okresy

Administrativní mapa vojvodství

Lubušské vojvodství je rozděleno na 12 okresů a dvě města s postavením okresu (městské okresy) – Zelená Hora (141 222 obyvatel) a Gorzów Wielkopolski (123 609 obyvatel). Třetím stupněm administrativního členění jsou 82 gminy, z toho 9 městských, 34 městsko-vesnické a 39 vesnických.
| Okres                                                    | Sídlo               | Počet obyvatel (2019) |
| -------------------------------------------------------- | ------------------- | --------------------- |
| Okres Gorzów (Powiat gorzowski)                          | Gorzów Wielkopolski | 71 836                |
| Okres Krosno Odrzańskie (Powiat krośnieński)             | Krosno Odrzańskie   | 54 829                |
| Okres Międzyrzecz (Powiat międzyrzecki)                  | Międzyrzecz         | 57 565                |
| Okres Nowa Sól (Powiat nowosolski)                       | Nowa Sól            | 86 156                |
| Okres Słubice (Powiat słubicki)                          | Słubice             | 46 929                |
| Okres Strzelce-Drezdenko (Powiat strzelecko-drezdenecki) | Strzelce Krajeńskie | 49 009                |
| Okres Sulęcin (Powiat sulęciński)                        | Sulęcin             | 35 193                |
| Okres Świebodzin (Powiat świebodziński)                  | Świebodzin          | 55 790                |
| Okres Wschowa (Powiat wschowski)                         | Wschowa             | 38 831                |
| Okres Zaháň (Powiat żagański)                            | Zaháň               | 78 953                |
| Okres Zelená Hora (Powiat zielonogórski)                 | Zelená Hora         | 75 559                |
| Okres Żary (Powiat żarski)                               | Żary                | 96 111                |